# Paraphlomis reflexa
Paraphlomis reflexa là một loài thực vật có hoa trong họ Hoa môi. Loài này được C.Y.Wu & H.W.Li mô tả khoa học đầu tiên năm 1977.